# Jüdischer Friedhof Krummacherstraße

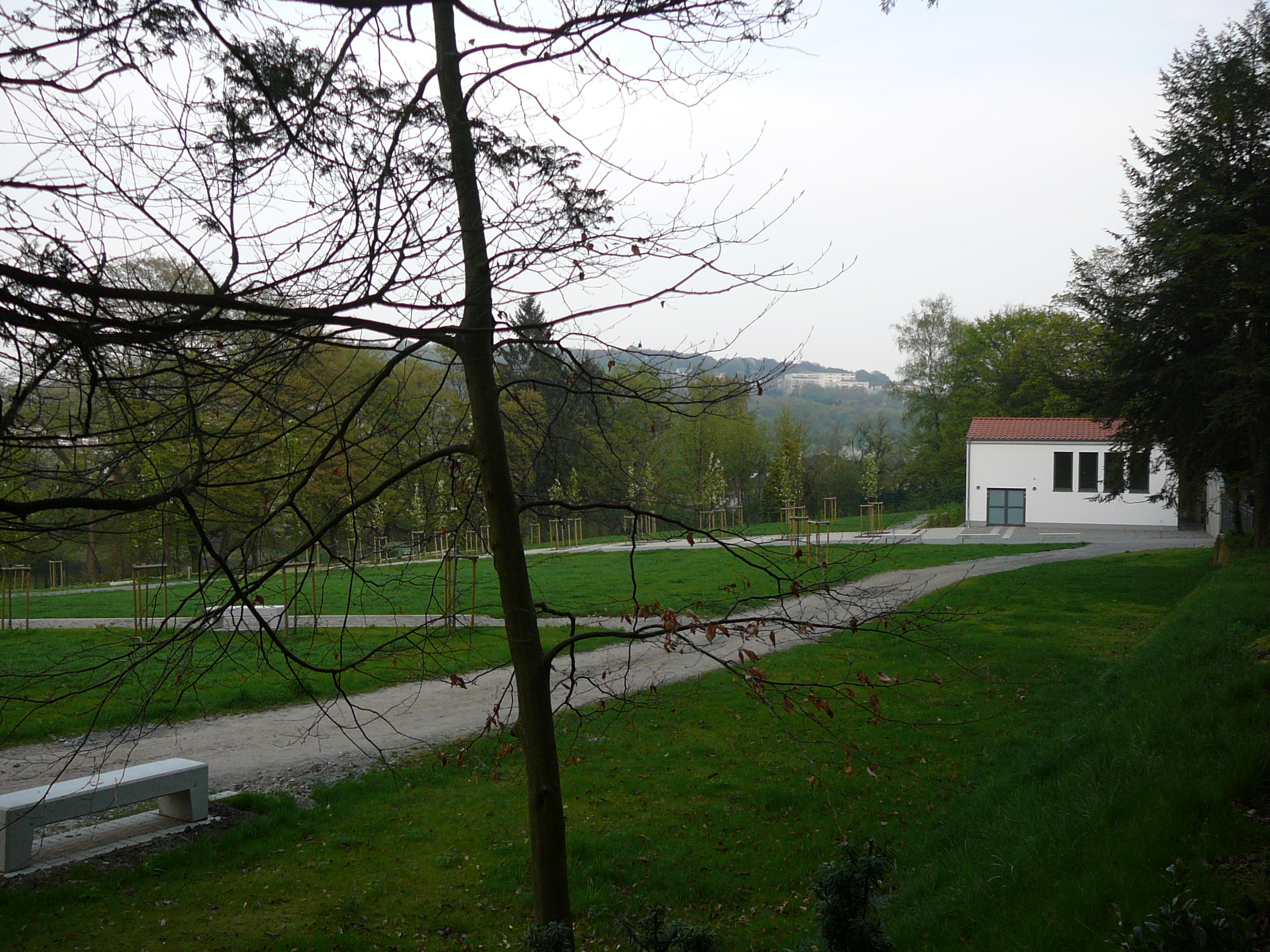
Der Jüdische Friedhof Krummacherstraße

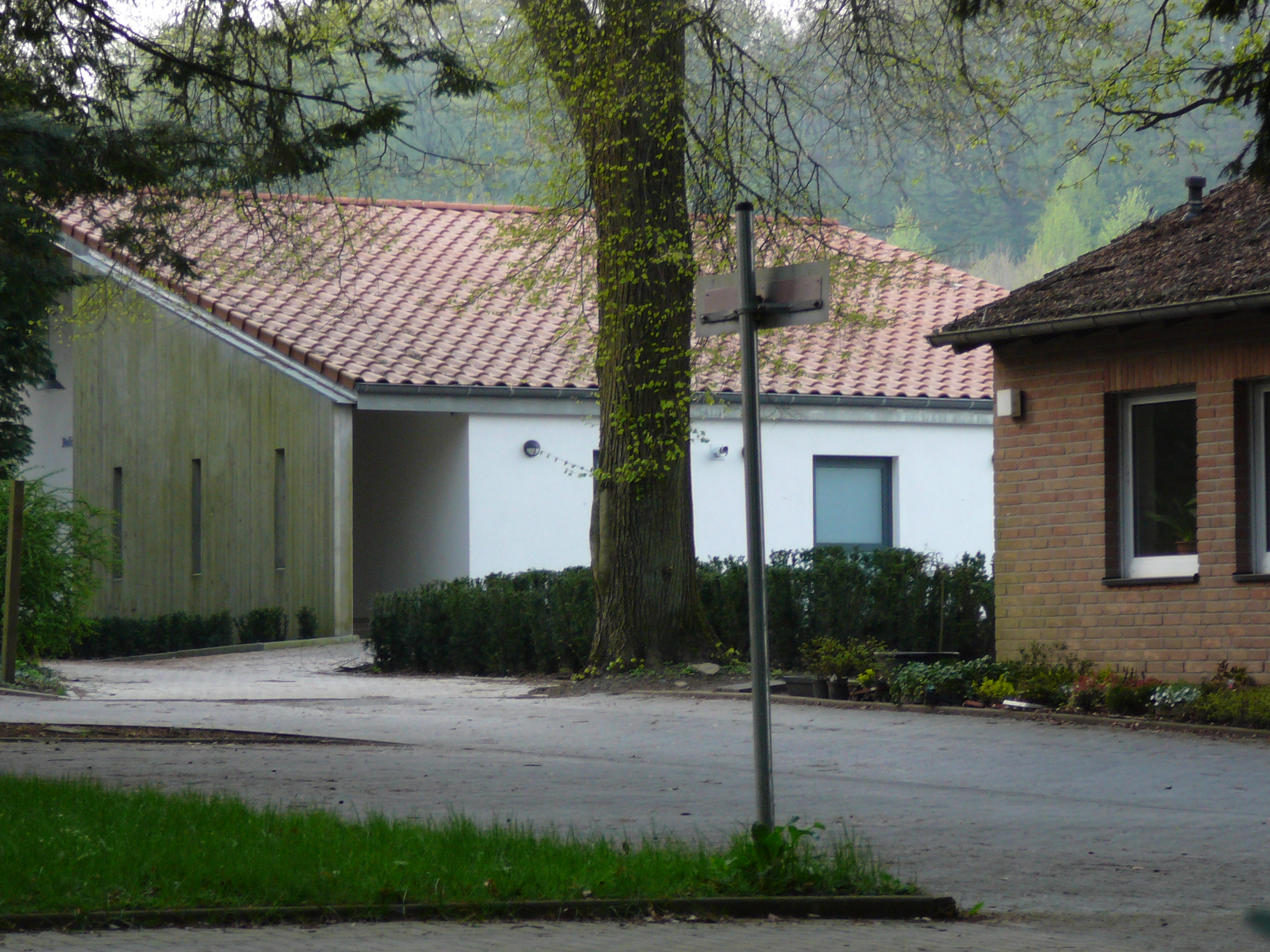
Die Trauerhalle

Der Jüdische Friedhof Krummacherstraße (auch Jüdischer Friedhof am Eskesberg) ist ein 2008 eröffneter jüdischer Friedhof in Wuppertal am Eskesberg im Stadtbezirk Elberfeld-West.
Es ist die erste Neueröffnung eines jüdischen Friedhofs nach rund hundert Jahren in der Region. Er soll von den jüdischen Gemeinden in Wuppertal, Solingen und Remscheid genutzt werden. Die Baukosten für die Gestaltung des Friedhofes und der Bau der Trauerhalle wurden im Jahr 2005 auf 800.000 bis 1.000.000 Euro veranschlagt. Finanziert wurde das Projekt neben den eingegangenen Spenden durch einen Kredit über 500.000 Euro. Das 21.000 m² große Grundstück hatte die jüdische Gemeinde zuvor als Geschenk vom Evangelischen Kirchenkreis Elberfeld erhalten, als sie die Gärtnerei des Friedhofs Krummacherstraße auflöste.
Die Arbeiten am Gelände starteten im Frühjahr 2007 mit Hilfe der ARGE Wuppertal, die so genannten Ein-Euro-Job-Kräfte (Arbeitsgelegenheit mit Mehraufwandsentschädigung) zu Qualifizierungs- und Weiterbildungsmaßnahmen einsetzen konnte. Auch das gemeinnützige Wichernhaus beteiligte sich am Projekt.
Der Haupteingang des Friedhofes, der Platz für rund 2000 Gräber bietet, wird von einem Schriftzug „Jüdischer Friedhof“ auf Deutsch und Hebräisch geziert. Die dazugehörige Trauerhalle wurde am 18. Mai 2008 ihrer Bestimmung übergeben. Bei der feierlichen Übergabe waren unter anderem die Oberbürgermeister der drei Städte, Vertreter der christlichen Gemeinden in Wuppertal und Yaakov Terner, Bürgermeister der Wuppertaler Partnerstadt Be’er Scheva in Israel, anwesend. Architekt der 180 m² großen Trauerhalle mit 60 Sitzplätzen war Hans Christoph Goedeking, der auch die Bergische Synagoge entwarf. Die drei Fenster der Totenhalle wurden vom Sprockhöveler Glaskünstler Udo Unterieser gestaltet, sie zeigen die Synagogen in Barmen, Solingen und Elberfeld.